# Jerzy Jakowejczuk
Jerzy Jakowejczuk SVD (ur. 1 maja 1916 w Krakowie, zm. 22 kwietnia 1941 w Mauthausen-Gusen) – polski kleryk katolicki, Sługa Boży Kościoła katolickiego.

## Życiorys
Syn Jerzego i Anny 7 maja 1916 roku został ochrzczony, a do Pierwszej Komunii Świętej przystąpił 1 czerwca 1926. W 1932 roku podjął naukę w Małym Seminarium w Bruczkowie, w latach 1934–1937 uczęszczał do Niższego Seminarium Duchownego pw. Królowej Apostołów w Rybniku, a po nim 1 września 1937 roku wstąpił do postulatu w Górnej Grupie. Ważnym dla losów Jerzego Jakowiejczuka jest prywatny ślub, który złożył w 1935 roku:

Ślubuję czystość w myślach, mowach i uczynkach, tak mi dopomóż Matuchno Najświętsza.

 W 1939 roku wstąpił do nowicjatu w Chludowie.
Po wybuchu II wojny światowej Niemcy, 25 stycznia 1940 internowali wszystkich przebywających w Domu Misyjnym duchownych i utworzyli obóz przejściowy dla zakonników i księży z okolicy. 19 maja złożył w trybie przyśpieszonym pierwsze śluby zakonne.
Aresztowany 22 maja 1940 roku i przewieziony do Fortu VII w Poznaniu i dalej do hitlerowskiego obozu koncentracyjnego Dachau (KL) (oznakowany numerem 11454), a stamtąd 2 sierpnia do Mauthausen-Gusen (gdzie nadano mu numer 6298).
Tam wyniszczony ciężką pracą zachorował i odesłany na rewir zmarł. Jego zwłoki spalono w krematorium.
Jest jednym z 122 Sług Bożych, wobec których 17 września 2003 roku rozpoczął się proces beatyfikacyjny drugiej grupy męczenników z okresu II wojny światowej. 23 kwietnia 2008 roku zamknięto proces rogatoryjny (diecezjalny etap procesu beatyfikacyjnego).

## Źródła internetowe
- Notatka biograficzna
- MARTYRS KILLED IN ODIUM FIDEI BY THE NAZIS DURING THE SECOND WORLD WAR (III) (poz. 49) (ang.)